# Ptichodis basilantis
Ptichodis basilantis är en fjärilsart som beskrevs av Embrik Strand 1917. Ptichodis basilantis ingår i släktet Ptichodis och familjen nattflyn. Inga underarter finns listade.